# توربین (پروژه دولت ایالات متحده آمریکا)
توربین (به انگلیسی: TURBINE) نام پروژه ای است در دولت ایالات متحده تا کامپیوتر های شخصی را به جاسوس‌افزار آلوده سازد.
این پروژه را خبرنگاری به نام گلن گرینوالد افشا کرد.